# Двірець (округ Бановці-над-Бебравою)
Двірець — село в окрузі Бановці-над-Бебравою Банськобистрицького краю Словаччини. Станом на грудень 2015 року в селі проживала 431 людина.

## Населення
| Рік:            | 1994. | 2004.    | 2014.   | 2024.    |
| --------------- | ----- | -------- | ------- | -------- |
| Кількість осіб: | 380   | 426      | 428     | 513      |
| Різниця:        |       | +12,10 % | +0,46 % | +19,85 % |

| Рік:            | 2023. | 2024.   |
| --------------- | ----- | ------- |
| Кількість осіб: | 488   | 513     |
| Різниця:        |       | +5,12 % |